# 17091 Senthalir
17091 Senthalir là một tiểu hành tinh được phát hiện bởi chương trình LINEAR của phòng thí nghiệm MIT Lincoln ở Học viện Công nghệ Massachusetts và được đặt theo tên nhà nghiên cứu trẻ, P. Senthalir, from Coimbatore, Tamil Nadu, India, a student ở Avila Convent in that town, in recognition for reaching the finals of the 2003 Giải thưởng Khoa học và Kỹ thuật Intel  Lưu trữ ngày 9 tháng 8 năm 2007 tại Wayback Machine   Lưu trữ ngày 17 tháng 5 năm 2008 tại Wayback Machine.